# Juninho (calciatore 1982)
Anselmo Vendrechovski Júnior, noto semplicemente come Juninho (Wenceslau Braz, 16 settembre 1982), è un allenatore di calcio ed ex calciatore brasiliano di origini polacche, di ruolo difensore, vice allenatore del Tigres UANL.

## Palmarès

### Club

#### Competizioni statali
- Taça Rio: 1

Botafogo: 2007
- Taça Guanabara: 1

Botafogo: 2009

#### Competizioni nazionali
- Campionato brasiliano: 1

San Paolo: 2008
- Campionato messicano: 3

Tigres: Apertura 2015, Apertura 2016,  Apertura 2017
- Campeon de Campeones: 3

Tigres: 2016, 2017, 2018